# Robert Hébras

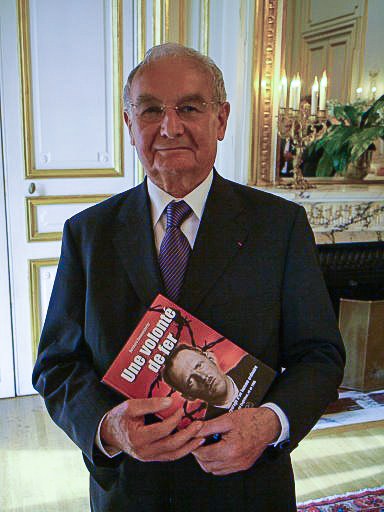
Robert Hébras (2008)

Robert Hébras (* 29. Juni 1925 in Oradour-sur-Glane; † 11. Februar 2023 in Saint-Junien) war einer von 36 Menschen, die das Massaker von Oradour am 10. Juni 1944 überlebten, das im Frankreich der Nachkriegszeit zum nationalen Sinnbild für NS-Gräueltaten wurde.

## Biografie
Mit Robert Hébras, Jean-Marcel Darthout, Mathieu Borie, Clément Broussaudier und Yvon Roby überlebten nur fünf von 186 männlichen Zivilisten das Massaker von Oradour. Sie gehörten zu den Männern, die von den Soldaten des SS-Panzergrenadier-Regiments 4 „Der Führer“ in der Scheune des Hofs Laundy eingesperrt worden waren. Als die Waffen-SS-Männer mit Maschinenpistolen das Feuer auf die Eingeschlossenen eröffneten, blieben sie – teilweise unter den Leichen ihrer Kameraden – liegen und stellten sich tot, denn die Waffen-SS-Soldaten stiegen auf den Leichenberg und erschossen jeden, der sich noch bewegte. Eine Viertelstunde später wurde die Scheune von der Waffen-SS in Brand gesteckt, um die Spuren des Massakers zu beseitigen. Pierre-Henri Poutaraud, der die Erschießungen zunächst ebenfalls überlebt hatte, flüchtete zu früh vor dem Feuer und wurde von einer der aufgestellten Waffen-SS-Wachen nahe dem Friedhof erschossen. Die fünf verbliebenen Männer harrten in Todesangst erst unter, dann neben den brennenden Leichen aus, bis sie sich in Nebenräume der Scheune schleichen und verstecken konnten. Drei der fünf Männer, denen schließlich die Flucht aus dem brennenden Dorf gelang, waren im Kugelhagel schwer verletzt worden, darunter auch Robert Hébras. Eine Kugel blieb in seinem Bein stecken, eine weitere streifte sein Handgelenk.
Neben Robert Hébras überlebten nur zwei weitere Mitglieder seiner Familie die Auslöschung Oradours: sein Vater, der am Tag des Massenmordes zufällig außerhalb von Oradour einem befreundeten Bauern aushalf, sowie die älteste Tochter Leni, die bereits verheiratet war und deshalb in einem anderen Ort wohnte. Seine Mutter Marie, seine 22-jährige Schwester Georgette und seine neunjährige Schwester Denise wurden ermordet. 
Nach dem 10. Juni 1944 beteiligte sich Robert Hébras aktiv am Widerstand gegen den Nationalsozialismus und kämpfte im letzten Kriegsjahr auf Seiten der französischen Résistance. 1953 sagte er beim Prozess von Bordeaux gegen 21 Waffen-SS-Rekruten aus, die am Massaker von Oradour beteiligt waren. Im Jahr 1983 nahm Robert Hébras in der DDR als Zeuge am Gerichtsprozess gegen Heinz Barth, einen der Mörder von Oradour, teil. 2003 veröffentlichte der deutsche Filmemacher Bodo Kaiser den Dokumentarfilm „Begegnung mit Robert Hébras – Auf den Spuren ausgelöschten Lebens“.

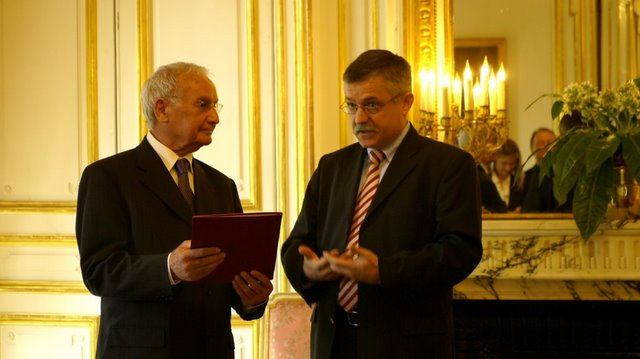
Robert Hébras mit Hubert Heiss, österreichischer Botschafter in Paris

Besonders verdient um die Erinnerung, das Gedenken und die Aufarbeitung der Zeit des Nationalsozialismus machte sich Robert Hébras durch sein Engagement als Zeitzeuge und Buchautor. Zeit seines Lebens setzte sich der frühere Widerstandskämpfer für die Versöhnung zwischen Deutschland, Frankreich und Österreich ein. Trotz seines hohen Alters unternahm Hébras Führungen durch die Ruinen des Dorfes. Er stand jungen Menschen – insbesondere Schülern, Studenten, Freiwilligen und Gedenkdienern – für Interviews und Videoprojekte zur Verfügung und arbeitete aktiv im Centre de la mémoire mit.
Zudem bekleidete der gelernte Mechaniker über lange Jahre das Amt des Vorsitzenden der Association des familles des martyrs d'Oradour-sur-Glane (Vereinigung der Märtyrerfamilien von Oradour-sur-Glane) und fungierte lange als Präsident des Veteranenvereins von Oradour.
Robert Hébras war verheiratet, hatte einen Sohn und drei Enkelkinder und lebte in Saint-Junien nahe Oradour-sur-Glane.
Er starb am 11. Februar 2023 im Alter von 97 Jahren als letzter Überlebender des Massakers von Oradour.

## Auszeichnungen
- Ritter der französischen Ehrenlegion (2001)
- Austrian Holocaust Memorial Award (2008)[4]
- Bundesverdienstkreuz am Bande (21. Mai 2012)[5][6]
- Bundesverdienstkreuz 1. Klasse (2. Juni 2015)[5]
- Commandeur de l’Ordre national du mérite (25. Januar 2022)[7]

## Veröffentlichungen
- Robert Hébras: Oradour-Sur-Glane: Le drame. Heure par heure, ISBN 2-909826-00-7.
- André Desourtreaux & Robert Hébras: Oradour/Glane, notre village assassiné, ISBN 2-84702-003-9.